# Па'е
Па'е (д/н — бл. 640 до н. е.) — цар Еламу близько 646 — 645 років до н. е.

## Життєпис
Був якимось родичем Імбалі, швагра еламського царя Хумбан-Халташа III. 647 року до н. е. під час вторгнення ассирійських військ Імбалі зазнав поразки й загинув. Па'е заховався у горах.
646 року до н. е. зайняв область Раша, де вимушений був підкоритися ассирійському царю Ашшурбанапалу, що знову напав на Елам. Того ж року після проходу ассирійців до центрального Еламу зумів захопити Сузи, де оголосив себе царем. Втім вже 645 року до н. е. ассирійці виступили проти Па'е, який в битві за Сузи зазнав поразки й потрапив у полон. Ашшурбанапал наказав зруйнувати столицю Еламу. Ассирійці вивезли незліченні скарби, зокрема 18 статуй богів і богинь разом з головним богом Іншушинака, 32 статуї еламських царів відлиті з золота, срібла, міді і багато прикрашені, а також величезну кількість полонених, більшість з яких було поселено в Самарії. Навіть кістки еламських царів були вириті з могил і відвезені до Ассирії.
Близько 640 року до н. е. Па'е разом з іншими колишніми еламськими царями Таммаріту I і Хумбан-Халташем III, а також — арабським шейхом Уайате, було запряжено в колісницю царя Ассирії, якого вони повезли до храму Емішміш, щоб принести жертви богині Нінліль. Ймовірно за цим усіх було страчено.